# Sol Tax
Sol Tax (30 oktober 1907 - 4 januari 1995) was een Amerikaans antropoloog. Hij is bekend geworden door zijn studies naar de Meskwakihaki, een volk van indianen in Noord-Amerika en door het oprichten van het antropologisch tijdschrift Current Anthropology. In 1935 ontving hij zijn doctoraat van de University of Chicago.
Tax groei op in Milwaukee, Wisconsin. Hij begon zijn bachelor-opleiding aan de Universiteit van Chicago, maar moest uiteindelijk vertrekken bij gebrek aan fondsen. Hij ging weer naar school bij de Universiteit van Wisconsin–Madison. Hij werd beïnvloed door de antropoloog van de Universiteit van Chicago, Fred Eggan. Later volgde hij Eggan in diens voetsporen in een poging om de beginselen van de sociale antropologie te integreren. Later onderwees Tax aan de Universiteit van Chicago.
De American Anthropological Association schonk in 1977 Tax de Franz Boas-award wegens "uitstekende diensten" aan de antropologie. In 1959 was hij president van de beroepsorganisatie. 
- Biblioteca Nacional de España: XX1002431
- Bibliothèque nationale de France: cb12384799d (data)
- CiNii: DA01553413
- Gemeinsame Normdatei: 119077485
- International Standard Name Identifier: 0000 0001 1473 832X
- Library of Congress Control Number: n78089017
- Nationale Bibliotheek van Tsjechië: osd2017947379
- Nationale Bibliotheek van Israël: 987007578603705171
- Nederlandse Thesaurus van Auteursnamen: 069502536
- Istituto Centrale per il Catalogo Unico: CFIV019577
- LIBRIS: 301098
- SNAC: w63t9rt9
- Système universitaire de documentation: 032908954
- Virtual International Authority File: 64087824
- WorldCat: E39PBJy8rw8hKBkCGcHhctbfMP